# 小林温
小林 温（こばやし ゆたか、1964年4月21日 - ）は、日本の政治家。参議院議員（2期）、経済産業大臣政務官を務めた。福島県猪苗代町出身。野口英世の恩師・小林栄の親類筋にあたる。

## 概要
- 1983年、福島県立会津高等学校卒業
- 1989年、早稲田大学卒業後、松下政経塾に第10期生として入塾。同期生に中田宏、坂井学、宇佐美登らがいる。
- 1992年、アメリカ合衆国のジョンズ・ホプキンス大学国際関係大学院の客員研究員となり、アメリカの東アジア政策について調査・研究。フォーサイト（新潮社）、サピオ（小学館）などの雑誌に記事を執筆する。
- 1994年、父の死去により帰国。家業の書籍、事務機小売業の事業を継ぐ。コピー機の保守、修理の資格を取得。
- 1995年、金融・年金関連のコンサルティング会社を設立。確定拠出年金のコンサルタントとして全国各地で講演を始める。
- 1995年、中小企業向けのインターネット関連事業会社を設立。日本商工会議所のIT関連事業を展開。
- 2001年、森喜朗首相の外交スタッフを経て、斎藤文夫との公認争いを制し、第19回参議院議員通常選挙において神奈川県選挙区から自民党新人として立候補。小泉旋風もありトップ当選する。清和政策研究会入会。
- 2005年、第3次小泉改造内閣において経済産業大臣政務官に就任。
- 2006年6月、世界基督教統一神霊協会による集団結婚式（天宙平和連合祖国郷土還元日本大会）に祝電を送っていたことが報じられた[1]。

- 2007年4月、早稲田大学大学院公共経営研究科博士課程入学。
- 2007年7月、第21回参議院議員通常選挙において2期目の当選を果たすが、大学生ら24人に選挙運動の報酬として計153万円を渡したとして、公設秘書と自民党神奈川県連職員ら3人が公職選挙法違反容疑（日当買収）で逮捕された。これを受けて、9月4日に辞職[2][3]。
- 2008年5月、東京高等裁判所で、2007年の選挙違反事件について連座制を適用し、同選挙区での立候補を5年間禁じる判決。

## 所属していた団体・議員連盟
- 神道政治連盟国会議員懇談会
- 日韓議員連盟
- 朝鮮通信使交流議員の会
- 再チャレンジ支援議員連盟

## 著書
- 国家の生命線　～戦略的資源・エネルギー外交の確立に向けて～ / PHP研究所（西村康稔との共著） ISBN  4569657206
- 経営革新　vol.2 / 中央大学出版部（共著） ISBN 480573132X
- 9.11事件から1年　そして私たちは― / 第一書林（共著） ISBN 4886461719
- 日本の技術戦略 / 総合行政出版（共著） ISBN 4915768023